# Gérard Porte
Pour les articles homonymes, voir Porte.
Gérard Porte, né en décembre 1950, est un ancien médecin-chef du Tour de France cycliste.
Il est étudiant en médecine lorsqu'il accompli son premier tour de France en 1971 en tant qu'ambulancier. Il rédige une thèse sur le cyclisme et, une fois son diplôme obtenu, il devient le médecin du Tour, avant de prendre en 1982 la direction de l'ensemble du dispositif médical qui compte vingt-cinq médecins, infirmiers et ambulanciers.
Il exerce également lors de Paris-Nice, du Critérium international et du Tour de l'Avenir ainsi que dans une clinique du sport parisienne.
Il est fait chevalier de la Légion d'honneur en juillet 2009.
En juin 2010, le fabricant d'une boisson "anti-alcoolémie" fait appel à lui pour vanter lors d'une conférence de presse les effets du fructose sur l'alcoolémie.
Il participe à son dernier Tour de France en tant que médecin-chef en 2010.
En octobre 2010, il attaque aux prud'hommes ASO, la société organisatrice de la Grande Boucle, pour rupture abusive du contrat de travail.